# آنا و سلطان سیام (فیلم)
آنا و سلطان سیام (انگلیسی: Anna and the King of Siam) یک فیلم درام به کارگردانی جان کرامول است که در سال ۱۹۴۶ منتشر شد. این فیلم بر اساس رمانی به همین نام ساخته شده است.

## بازیگران
- آیرین دان در نقش Anna Owens
- رکس هریسون در نقش پادشاه Mongkut
- لیندا دارنل در نقش Tuptim
- لی جی. کاب در نقش Kralahome
- گیل سوندرگارد در نقش Lady Thiang
- Mikhail Rasumny در نقش Alak
- دنیس هوئی در نقش Sir Edward
- تیتو رینالدو در نقش چولالونگ کورن (بزرگتر)
- ریچارد لیون در نقش Louis Owens
- جان ابوت (بازیگر) در نقش Phya Phrom (در عنوان بندی نیامده)
- مارجوری ایتون در نقش Miss MacFarlane (در عنوان بندی نیامده)
- ویلیام ادموندز در نقش Moonshee (در عنوان بندی نیامده)
- کانی لیون در نقش Beebe (در عنوان بندی نیامده)